# De Vrije Socialist
De Vrije Socialist (Der freie Sozialist) war eine niederländische anarchistische Zeitschrift, die von Ferdinand Domela Nieuwenhuis 1898 gegründet wurde und mit Unterbrechungen bis 1963 erschien. Nach 1963 wurde sie unter dem Titel De Vrije bis in die 1990er Jahre mit wechselnden Titeln weiter publiziert.

## Geschichte
Mit dem Erscheinen der Zeitschrift De Vrije Socialist machte F.D. Nieuwenhuis seinen Wechsel vom Sozialisten zum Anarchisten deutlich. Die zweimal wöchentlich publizierte Zeitschrift sollte in den Niederlanden den Unterschied zwischen der 1894 gegründeten Sociaal Demokratischen Arbeiderpartij (SDAP) und dem Anarchismus herausstellen. Nieuwenhuis war der Meinung, dass die SDAP keineswegs das Alleinrecht auf den Begriff Sozialismus habe. Die Redaktion und Herausgabe der Zeitschrift erfolgte noch vor dem Tod von Nieuwenhuis 1919 unter der Verantwortung von Gerhard Rijnders (1876–1950) bis zu seinem Tod im Jahre 1950.
Aufgrund interner Meinungsverschiedenheiten übernahmen 1923 für kurze Zeit zwei Mitarbeiter der Zeitschrift, Henk Eikeborn und Anton Bakels, die Herausgabe. Ein unabhängiger Untersuchungsausschuss hatte ergeben, dass Rijnders eine nicht kontrollierbare Zeitungsverwaltung betrieben hatte. Rijnders selbst war mit dem Untersuchungsergebnis nicht einverstanden und gab das Blatt als persönliches Unternehmen weiterhin heraus. Nach 1925 übernahm die in Groningen publizierte wöchentlich erscheinende Zeitschrift De Arbeider die überregionale Funktion von De Vrije Socialist. Mit Unterstützung von Anarchisten aus verschiedenen Städten, Rotterdam, Amsterdam und Den Haag, konnte Rijnders die Zeitschrift weiterführen, bis sie 1940 zwangsweise eingestellt werden musste. 1948 erschien eine deutschsprachige Ausgabe mit dem Titel Der Freie Sozialist, Untertitel: Organ der Kulturföderation Freier Sozialisten und Antimilitaristen. Deutsche Ausgabe von De Vrije Socialist. Herausgeber war Carl Langer in Hamburg. Die Leitartikel wurden von Langer selbst geschrieben, alle anderen Artikel stammten aus der niederländischen Zeitschrift De Vrije Socialist. Nach dem Zweiten Weltkrieg publizierte Rijnders bis 1950 die Zeitschrift als Wochenblatt weiter. Verschiedene anarchistische Gruppen editierten nach Rijnders Überleben in wechselnder Besetzung die Publikation weiter.
Die Herausgeber waren der Meinung, dass eine anarchistische Wochenzeitschrift durch eine Organisation redigiert werden sollte und nicht dezentral. Bis zum Beginn der 1960er Jahre erschien die Zeitschrift unter dem Titel De Vrije Socialist, bis 1963 die Publikation von einer Rotterdamer Gruppe als Monatsblatt herausgegeben wurde unter dem Namen De Vrije. Die beiden Pressemedien De Vrije und Recht voor Allen fusionierten 1963, wobei der Titel wieder in De Vrije Socialist geändert wurde. Die Redaktion wechselte ihren Hauptsitz von Utrecht nach Groningen und dann nach Haarlem. De Vrije Socialist wurde zu einer aktuellen Monatsschrift mit zeitgemäßen Inhalten: Hausbesetzung, Antimilitarismus, Anti-Atomkraft und Totalverweigerung gegenüber dem Staat. Mitredakteur zu dieser Zeit war Roel van Duijn. Als Friedensaktivist hatte er 1960 Sit-ins organisiert gegen die Atombombe. Während dieser Zeit machte er Bekanntschaft mit dem Anarchismus und wurde Redakteur von De Vrije. In Haarlem wurde der Titel wiederum in De Vrije verändert. Ende der 1980er Jahre waren in den Niederlanden von den neuen sozialen Bewegungen nicht mehr viel Aktivitäten zu erwarten und die Zeitschrift, immer noch kritisch und verglichen mit der Wochenzeitschrift Vrij Nederland, bekam von dem „Bedrijfsfonds voor de Pers“ eine Subvention von 50.000 Gulden. Da die Auflage nicht gesteigert werden konnte, sie blieb unter 5000 Exemplaren und das inhaltliche liberale und anarchistische Niveau von früher wurde nicht erreicht, war Anfang der 1990er Jahre das Ende der Zeitschrift besiegelt.

## Autoren, Redakteure, Mitarbeiter
Andre Bons, M. Bakker, Wim de Lobel, Pieter Adrianus Kooijman, Hans Ramaer, Jan Bervoets, F.D. Nieuwenhuis, Marta Vooren, Uwe Timm, G. Rijnders, P. Gasus, J.v. Hoff, L. Keereweer, E.B. Koster, Christiaan Cornelissen, Johan de Haas, Abraham Mozes Reens (Autoren von 1898 bis Anfang 1990, oftmals unter Pseudonym) und viele andere.

## Online-Zeitschrift
Seit dem Jahr 2004 erscheint, als Nachfolger von De Vrije Socialist, eine Online-Zeitschrift in niederländischer Sprache mit dem Titel De Vrije, Untertitel Anarchistisches Multimedium.